# Piazza del Senato (Helsinki)
La piazza del Senato (in Finlandese Senaatintori) e i dintorni sono la parte più antica del centro di Helsinki, la capitale della Finlandia. La piazza è un esempio di arte neoclassica insieme agli edifici famosi che si affacciano sulla piazza che sono: la cattedrale di Helsinki, il palazzo del governo, l'edificio principale dell'università di Helsinki e la Sederholm House (l'edificio più antico del centro di Helsinki risalente al 1757).Al centro della piazza è posizionata la statua di Alessandro II.

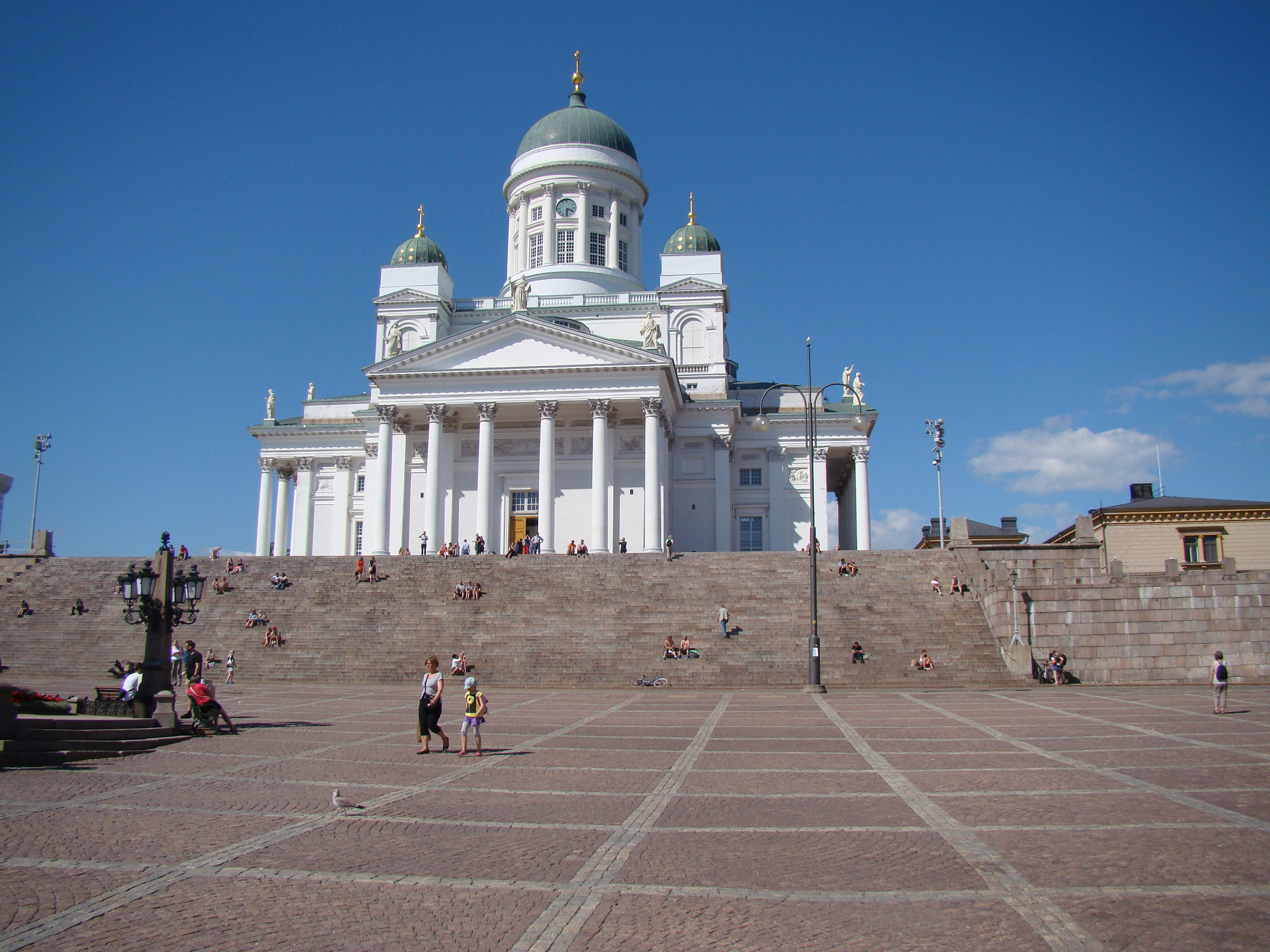
La cattedrale luterana in Piazza del Senato

## Nella cultura di massa

### Film
- Alcune scene del film Reds (1981) sono girate in questa piazza mostrata però come piazza di San Pietroburgo e infatti non viene mostrata la cattedrale.
- La piazza compare nei titoli di Lettera al Kremlino (1970).
- La piazza è presente in alcune scene di Taxisti di Notte (1991).

### Musica
- La scena iniziale del video musicale Sandstorm di Darude è girata nella piazza.